# Louisenberg (Eckernförde)

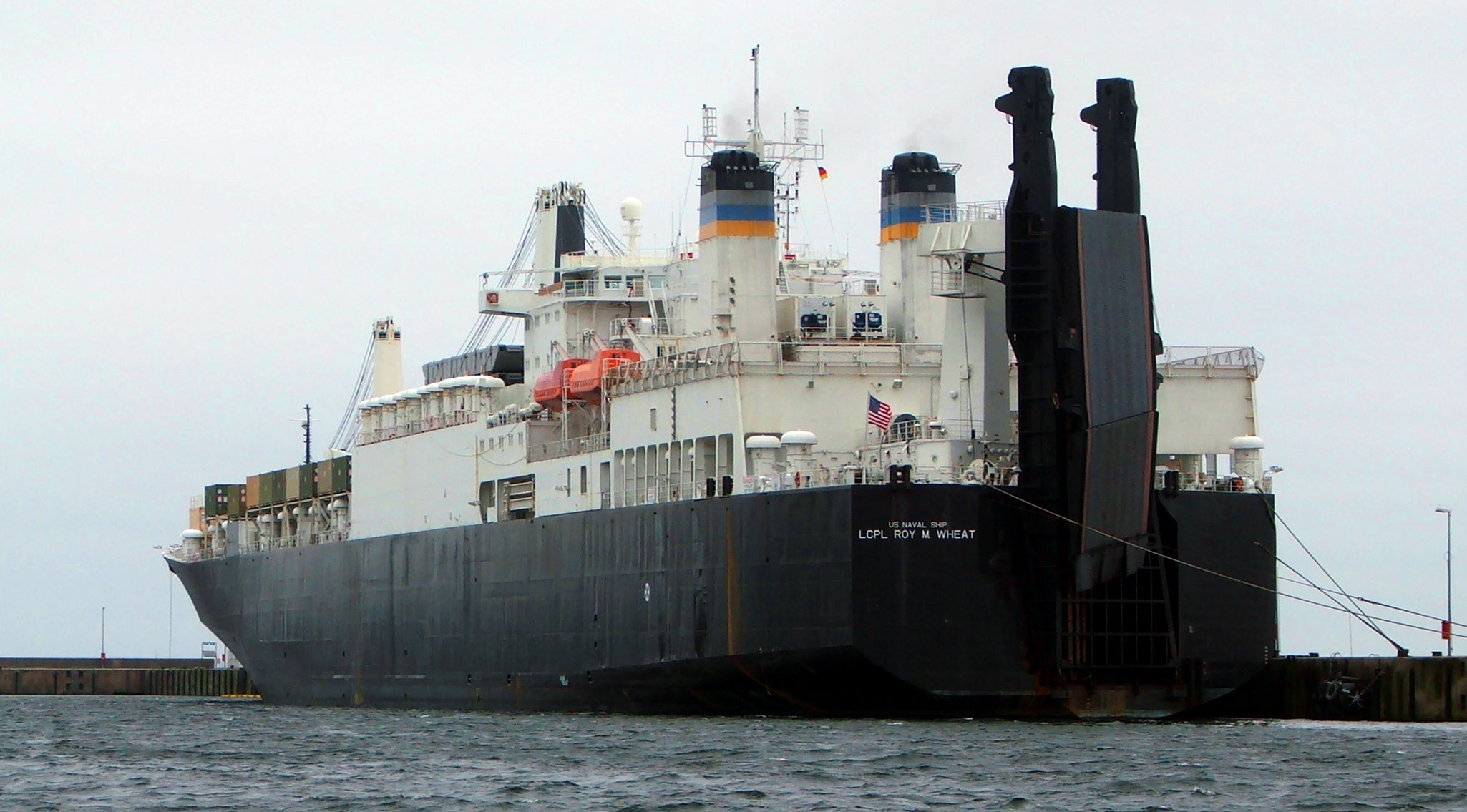
Kranzfelder-Hafen mit der USNS LCPL Roy M. Wheat, 2007

Louisenberg (auch: Luisenberg, dänisch auch: Louisebjerg) ist eine an der Eckernförder Bucht gelegene Ortschaft in Schleswig-Holstein, die nach mehreren Teileingemeindungen heute fast vollständig zu Eckernförde gehört.
Mit einer „regulären“ Wohnbevölkerung von unter 100 gehört der Ort zu den kleinsten Stadtteilen von Eckernförde. In Louisenberg befindet sich die Eckernförder Marine-Kaserne „Nord“ und der Marinehafen des Marinestützpunktes Eckernförde („Kranzfelder Hafen“, nach Alfred Kranzfelder benannt, von Arnold Agatz konzipiert) – ein Tiefseehafen, in dem seit dem 13. Februar 2006 sämtliche U-Boote der Deutschen Marine sowie weitere Einheiten der Marine und der Wehrtechnischen Dienststelle für Schiffe und Marinewaffen, Maritime Technologie und Forschung stationiert sind.

## Geschichte
Louisenberg war ursprünglich ein zum Gutsbezirk Hemmelmark gehörender Meierhof, der mit der Eingemeindung 1928 zur Gemeinde Barkelsby kam.
1817 war der Meierhof von der Gutsverwaltung verkauft worden. Beim Gefecht bei Eckernförde 1849 war hier die Norderschanze preußischer Einheiten errichtet worden. Mitte der 1930er Jahre wurde ein Teil der Ortschaft für den Bau der TVA Nord der Torpedoversuchsanstalt Eckernförde in die Stadt  Eckernförde eingemeindet. Gleichzeitig war der Louisenberger Hof einer von vier alternativen Standorten in Eckernförde zur Errichtung einer Marinekaserne Anfang der 1930er Jahre; die Entscheidung fiel schließlich auf Carlshöhe (Eckernförde). Bei den Bauarbeiten für die TVA Nord stieß man auf Funde, die eine Besiedlung des Geländes in der Steinzeit belegen (siehe: Geschichte der Stadt Eckernförde).
Im Zweiten Weltkrieg wurde mit dem „Louisenberger Lager“ ein Zwangsarbeiterlager für etwa 1.200 TVA-Zwangsarbeiter und Zwangsarbeiterinnen errichtet, das nach dem Zweiten Weltkrieg noch über 15 Jahre lang als Flüchtlings- und möglicherweise teilweise als Deportiertenlager diente. Die Zwangsarbeiter während des Nazi-Regimes kamen nach Angaben aus der ehemaligen Sowjetunion (ca. 300; Russen, Letten), aus Polen (ca. 500) und Italien (ca. 400).
Nach Ende des Zweiten Weltkrieges zogen mehrere Betriebe in die Gebäude der TVA Nord ein, vor allem die Waffenfabrik J. P. Sauer & Sohn. Das Gelände für ihre Produktionsstätten erhielt die Firma durch einen Erbbaurechtsvertrag auf 60 Jahre aufgrund eines Bundestagsentscheides Ende 1951.
Anfang der 1960er Jahre begannen die Bauarbeiten zum Bau des Marinehafens (Kranzfelder Hafen) und der Kasernenanlagen auf dem ehemaligen TVA-Nord-Gelände. Als erste Einheit bezog Anfang 1963 eine Minentaucherkompanie die neue Kaserne, es folgten noch im selben Jahr weitere Einheiten.
Mit der Eingemeindung weiterer Flächen der Ortschaft Louisenberg zum 1. Januar 1974 endete das Kuriosum, dass Teile der Kaserne „Nord“ (wie bereits zuvor der TVA Nord und nach dem Krieg zunächst einiger Betriebe) auf dem Gebiet der Gemeinde Barkelsby lagen.